# Демидовский сельский совет (Решетиловский район)
Демидовский сельский совет (укр. Демидівська сільська рада) — входит в состав
Решетиловского района
Полтавской области
Украины.
Административный центр сельского совета находится в 
с. Демидовка.

## Населённые пункты совета
- с. Демидовка
- с. Андреевка
- с. Литвиновка
- с. Новая Диканька
- с. Пустовары